# Tiwai
Tiwai (em Mende, Ilha Grande) é um santuário da vida selvagem e ponto turístico de Serra Leoa. Administrado pela organização não-governamental Environmental Foundation for Africa, Tiwai tem uma área de 12 km² localizada no rio Moa na Província do Sul. É também uma das maiores ilhas fluviais do país.